# کورسنس
کورْسْنَس (به فنلاندی: Korsnäs) یک منطقهٔ مسکونی در فنلاند است که در اوستروبوتنیا واقع شده‌است.

## خواهرخوانده
شهر بخش بوریهولم خواهرخواندهٔ کورسنس هست.